# Иоланта (опера)
«Иоланта» — лирическая одноактная опера Петра Чайковского на либретто Модеста Чайковского по драме Генрика Герца «Дочь короля Рене». Премьера состоялась 6 (18) декабря 1892 года в петербургском Мариинском театре в исполнении артистов Императорской труппы.

## Общая характеристика
Одна из самых репертуарных опер в русской музыке, очень любима и певцами, и зрителями. Написана почти для камерного состава (пять солистов, для каждого из которых есть, по меньшей мере, один эффектный выходной номер, а также несколько ансамблей, столько же вторых ролей и небольшой хор), либретто соблюдает все каноны драматургии классицизма (единство места, времени и действия), мелодии просты и легко запоминаются, но при этом поразительно красивы.
«Иоланта» — последняя опера П. И. Чайковского (соч. 69). «Два акта, которых не хватит, чтобы заполнить вечер». Сначала она предполагалась к представлению в один вечер с балетом «Щелкунчик». Но позднее Чайковский неоднократно высказывал пожелание, чтобы в один вечер с его оперой шла очень высоко ценимая им опера Сергея Рахманинова «Алеко».

## История создания
В 1884 году П. И. Чайковский прочёл выполненный Фёдором Миллером перевод одноактной драмы в стихах датского писателя Генрика Герца «Дочь короля Рене». В 1888 году драма в переделке Владимира Зотова была поставлена на сцене московского Малого театра. На основе этой переделки братом композитора Модестом Чайковским было создано либретто. К сочинению «Иоланты» Пётр Чайковский приступил в 1891 году, начав её 10 июля с финального дуэта. К 4 сентября вся музыка была написана, а в декабре закончена оркестровка.

## Действующие лица
| Партия                                                                               | Голос         | Исполнитель на премьере 18 декабря 1892 года (дирижёр: Эдуард Направник) |
| ------------------------------------------------------------------------------------ | ------------- | ------------------------------------------------------------------------ |
| Рене, король Прованса                                                                | бас           | Константин Серебряков                                                    |
| Иоланта, слепая дочь короля Рене                                                     | сопрано       | Медея Фигнер                                                             |
| Роберт, герцог Бургундский                                                           | баритон       | Леонид Яковлев                                                           |
| Водемон, граф, бургундский рыцарь                                                    | тенор         | Николай Фигнер                                                           |
| Эбн-Хакиа, мавританский врач                                                         | баритон       | Аркадий Чернов                                                           |
| Альмерик, оруженосец короля Рене                                                     | тенор         | Василий Карелин                                                          |
| Бертран, привратник королевского замка                                               | бас           | Яльмар Фрей                                                              |
| Марта, жена Бертрана, кормилица Иоланты                                              | контральто    | Мария Каменская                                                          |
| Бригитта, подруга Иоланты                                                            | сопрано       | Александра Рунге                                                         |
| Лаура, подруга Иоланты                                                               | меццо-сопрано | Мария Долина                                                             |
| Прислужницы и подруги Иоланты, свита короля, войско герцога Бургундского, оруженосцы |               |                                                                          |

## Сюжет
Действие происходит в XV веке в Южной Франции.
Далеко в горах расположен уединённый замок короля Прованса Рене́. Именно здесь (а не «в Испании в монастыре», как рассказывают подданным) живёт юная дочь короля Иола́нта (прототип персонажа — Иоланда Анжуйская, дочь титулярного короля Неаполя Рене Доброго). Она слепа от рождения, но не знает об этом. Никто из посторонних под страхом смерти не смеет проникнуть в замок, а приближённые по воле короля тщательно скрывают от Иоланты её тайну. Все окружающие годами оберегают девушку от любой информации о самом факте существования пятого из человеческих чувств, привычно избегая в разговоре упоминания слов, связанных с функцией зрения («светлый», «яркий», «блестящий», «взгляд», «образ», «видение», «зрелище» и т. д.). В счастливом неведении Иоланта проводит дни среди подруг, однако с недавнего времени смутные душевные порывы и стремления нарушают её покой.
Иоланта с Мартой и подругами в саду. Иоланта задумчива, печальна, она подозревает, что от неё что-то скрывают. Марта и подруги стараются успокоить Иоланту. Они просят музыкантов, чтобы те сыграли что-нибудь весёлое, но Иоланта останавливает их. Она просит девушек нарвать ей цветов, девушки приносят корзину с цветами. Марта укладывает Иоланту, девушки поют колыбельную, Иоланта засыпает.
Раздаётся звук охотничьего рога и стук в калитку. В сад входит Бертран и отворяет калитку. Перед ним Альмери́к, он сообщает, что скоро в замок прибудет король, а с ним мавританский врач. На вопрос Бертрана, почему приказ короля передаёт не старый оруженосец Рауль, Альмерик отвечает, что Рауль умер, а он — новый оруженосец. Бертран объясняет ему, что в замке живёт Иоланта, слепая дочь короля, невеста Робе́рта, герцога Бургундского, и что король желает скрыть слепоту Иоланты от Роберта, пока она не исцелится. Иоланта не знает о своей слепоте и о том, что её отец — король.
Прибывает король и вместе с ним Эбн-Ха́киа, мавританский врач. Врач осматривает Иоланту, пока она спит, король в волнении ожидает вердикта. Эбн-Хакиа говорит, что к Иоланте может вернуться зрение, если она будет знать о своей слепоте и страстно желать исцеления. В своём монологе Эбн-Хакиа раскрывает своё врачебное кредо: «Два мира, плотский и духовный, Во всех явленьях бытия Нами разделены условно — Они едины, знаю я». Король спрашивает, может ли врач наверняка гарантировать успех лечения; услышав отрицательный ответ, он не решается раскрывать дочери её печальную тайну. Эбн-Хакиа может оставаться у короля только до вечера, потом уедет. После мучительных колебаний король решает положиться на случай. Если до вечера появится в саду кто-нибудь посторонний, увидит Иоланту, то, возможно, и откроет ей всю тайну, и тогда, в случае неудачного лечения, вся вина ляжет на того человека.
Сбившись с пути, в сад попадают друзья-рыцари Робе́рт и Водемо́н (его прототип — Ферри II де Водемон). Роберт, герцог Бургундский, влюблён в графиню Лотарингии Матильду, он едет к королю, чтобы просить его расторгнуть помолвку с Иолантой, с которой был обручён ещё в детстве. О слепоте своей официальной невесты он, естественно, ничего не знает. Рыцари видят надпись, запрещающую входить в сад, но бесстрашно заходят внутрь. Они говорят об Иоланте. Роберт уверен, что она наверняка чопорна, горда и ханжески набожна, Водемон, никогда ещё не любивший, мечтает о светлом ангеле.
Рыцари идут по саду, поднимаются на террасу. Водемон видит спящую Иоланту, он восхищён ею. Роберт пытается силой увести Водемона, Иоланта просыпается. Она приветливо встречает рыцарей, приносит им вина. Роберт подозревает, что это западня, и уходит за отрядом, оставленным ими в горах. Водемон, отказавшийся уйти и оставшийся наедине с Иолантой, разговаривает с ней. Выросшая в этом саду, девушка так хорошо ориентируется в нём и так легко движется, что Водемон не сразу замечает её состояние. Речь Водемона, покорённого внешностью девушки, то есть именно визуальным восприятием её красоты, буквально переполнена словами, связанными со светом и функцией зрения, незнакомыми и непонятными для Иоланты. Водемон просит её сорвать красную розу в память об её жарком румянце и, только когда девушка несколько раз срывает белую, а потом не может сосчитать розы, не потрогав их, уверяется, что Иоланта слепа. Охваченный состраданием, рыцарь рассказывает ей о том, как прекрасен свет, вечный источник радости и счастья.
Появляются король, Эбн-Хакиа, Бертран и Альмерик. Становится ясно, что Иоланта осознала свою слепоту. Король в отчаянии, однако врач уверен, что это повод не для печали, а для радости: судьба волей случая дала Иоланте возможность сделать первый шаг на пути к прозрению, он предлагает королю воспользоваться этим и поскорее начать лечение. Король объясняет дочери смысл появления в замке мавританского лекаря, но девушка растерянно отвечает, что готова покорно послушаться отца, но не может осознанно желать того, о чём не имеет никакого представления. Эбн-Хакиа тихо говорит королю, что без желания пациентки шансов на успех нет («Я теряю надежду исцеления. Вот плоды твоей системы…»).
Внезапно королю, с понятным отцовским волнением наблюдающему за тем, как тепло и заинтересованно дочь общается с Водемоном, приходит мысль, как можно помочь Иоланте, что способно заставить её страстно мечтать о выздоровлении. Он демонстративно угрожает нарушителю запрета смертной казнью, если лечение окажется неудачным и девушка останется по-прежнему незрячей, но теперь — по вине Водемона — знающей о своей беде. Ради жизни рыцаря Иоланта готова храбро вытерпеть любые муки, хотя врач говорит, что ей нужно лишь очень сильно хотеть увидеть свет. Иоланта в сопровождении врача уходит.
Король признаётся Водемону, что угрожал ему притворно и он свободен. Водемон, ещё не знающий, кто его собеседник, так уверенно распоряжавшийся его жизнью, представляется полным титулом: «Готфрид Водемон, граф Иссодюна, Шампани, Клерво и Монтаржи, друг герцога Бургундии Роберта» и просит руки Иоланты — брак с ним не может унизить звания её отца, как бы он ни был знатен. Король успевает ответить только, что дочь помолвлена с другим и Водемон не сможет оспорить прав жениха, когда узнает его имя. Именно в этот момент, прервав разговор короля и Водемона, возвращается Роберт с вооружённой свитой. Узнав короля Рене, он преклоняет колено, только тогда Водемон понимает, что говорил с самим королём Прованса и просил у него руки невесты своего друга и сюзерена. Герцог признаётся, что любит Матильду Лотарингскую. Король, покорённый благородной прямотой Роберта, возвращает данное им слово. Теперь он готов отдать дочь Водемону, если зрение вернётся к ней. Водемон с жаром клянётся, что готов вечно любить её любой, и зрячей, и слепой.
Входит Бертран с вестью, что Иоланта прозрела. На небе появляются звёзды, вышедшая к людям Иоланта впервые видит отца, Водемона, своих подруг и слуг. Все славят Бога («природу») за милость и дар света, прекрасное творение, источник жизни; оперу венчает апофеоз — могучий торжественный гимн Творцу Вселенной.

## Постановки
Первое представление (вместе с балетом «Щелкунчик») состоялось 6 (18) декабря 1892 года в петербургском Мариинском театре (дирижёр Направник, декорации Бочарова; король Рене — Серебряков, Роберт — Яковлев, Водемон — Николай Фигнер, Эбн-Хакия — Чернов, Альмерик — Карелин, Бертран — Фрей, Иоланта — Медея Фигнер, Марта — Каменская, Бригитта — Рунге, Лаура — Долина).
Первая постановка в Большом театре 11 ноября 1893 года; возобновлена 25 января 1917 года (дирижёр Купер, режиссёр Лосский, художник Коровин; Иоланта — Нежданова, король Рене — В. Петров, Водемон — Лабинский, Роберт — Минеев, Эбн-Хакия — Савранский).
Первая постановка за рубежом состоялась на немецком языке в Гамбурге 3 января 1893 года. Другие постановки: Копенгаген (1893), Стокгольм (1893), Мюнхен (1897), Вена (1900), Болонья (1907), Осло (1929), Будапешт (1929), Скарборо, США (1933, на русском языке), Любляна (1938) и др.
Первая постановка на советской сцене 16 марта 1923, Ленинград, Малый оперный театр (дирижёр Самосуд, постановка — Пашковский, художник — Бобышов; король Рене — Молчанов, Роберт — Ольховский, Водемон — Большаков, Эбн-Хакиа — Серебровский, Альмерик — Мишин, Бертран — Фомин, Иоланта — Кернер, Бригитта — Павлова, Лаура — А. В. Висленова, Марта — Сабинина); возобновлена в 1943 году. В 1940 году возобновлена в Большом театре (дирижёр Самосуд, постановщик — Шарашидзе, художник — Штоффер; Иоланта — Жуковская, король Рене — А. Пирогов, Водемон — Большаков, Роберт — Норцов, Эбн-Хакиа — Батурин).
Постановки в других городах Советского Союза: Ереван (1947), Одесса (1952), Баку (1954), Душанбе (1955), Казань (1958), Ашхабад (1959), Алма-Ата (1961), Улан-Удэ (Дочь короля Рене) и др.

### Постановки в современной России
- Большой театр (Москва; премьера — 28 октября 2015 года)[2]
- Музыкальный театр Республики Карелия (Петрозаводск; премьера — 21 апреля 2017 года)[3].

### Постановки в Беларуси
- 1952 — Большой театр Беларуси, Минск. Дирижёр — Б. Афанасьев, режиссёр — О. Моралев, художник — П. Масленников, хормейстер — Т. Орлова.
- 1975 — Большой театр Беларуси, Минск. Дирижёр — Я. Вощак, режиссёр — О. Дадишкилиани, художник — Е. Ждан, хормейстеры — А. Когадеев, Г.Луцевич.
- 1993 — Большой театр Беларуси, Минск. Дирижёр — А. Анисимов, режиссёр — В. Цюпа, художник — Э. Гейдебрехт, хормейстер — Н. Ломанович.
- 2004 — Большой театр Беларуси, Минск. Сценическая редакция версии 1975 года. Режиссёр — М. Изворска-Елизарьева, художник — Э. Гейдебрехт, хормейстер — Н. Ломанович[4].
- 10 декабря 2023 года — Большой театр Беларуси, Минск. Дирижёр-постановщик — народный артист Республики Башкортостан Артем Макаров, режиссёр-постановщик — Анна Моторная, художник-постановщик (сценография и костюмы) — Любовь Сидельникова, хормейстер-постановщик — Сергей Агранович, художник по свету — Евгений Лисицын, художник видеоконтента — Лилия Шкарупа[5].

## Популярные фрагменты
- «Отчего это прежде не знала» (ариозо Иоланты)
- «Вот тебе лютики, вот васильки» (хор девушек)
- «Спи, пусть ангел навевает тебе сны» (Бригитта, Лаура, Марта, прислужницы; трио, хор девушек)
- «Господь мой, если грешен я» (ариозо короля Рене)
- «Два мира» (ария-монолог Эбн-Хакиа)
- «Кто может сравниться с Матильдой моей?» (ария Роберта)
- «Нет! Чары ласк красы мятежной» (романс Водемона)
- «Чудный первенец творенья» (в изменённом «советском» варианте «Чудный дар природы вечной»; ариозо Водемона, дуэт Водемона и Иоланты)
- «Нет, назови мученья, страданья, боль» (ариозо Иоланты)
- «Прими хвалу рабы смиренной» (в советском варианте «О купол неба лучезарный, Впервые вижу я тебя»; ария Иоланты, солисты, хор).

## Известные аудиозаписи
- Исполнители:

Иоланта — Г. Жуковская, Рене — Б. Бугайский, Водемон — Г. Большаков, Роберт — П. Норцов, Эбн-Хакиа — А. Батурин, Альмерик — А. Хоссон, Бертран — М. Соловьёв, Марта — М. Левина, Бригитта — К. Рачевская, Лаура — Б. Амборская. Дирижёр — С. Самосуд. Хор и оркестр Большого театра. 1940, «Мелодия».
- Исполнители:

Иоланта — Татьяна Лаврова, Водемон — Михаил Довенман, Рене — В. Андрианов, Роберт — С. Шапошников, Эбн-Хакиа — М. Булатников, Альмерик — В. Юрченко, Бертран — В. Левандо, Марта — О. Головина, Бригитта — Г. Родионова, Лаура — А. Ступальская, хор и оркестр Ленинградского малого оперного театра, дирижёр — Эдуард Грикуров, 1950-е гг.
- Исполнители:

Иоланта — Т. Сорокина, Рене — Е. Нестеренко, Водемон — В. Атлантов, Роберт — Ю. Мазурок, Эбн-Хакиа — В. Валайтис. Дирижёр — Марк Эрмлер. Хор и оркестр Большого театра. 1975, «Мелодия».
- Исполнители:

Иоланта — Е. Кудрявченко, Рене — Г. Селезнев, Водемон — В. Таращенко, Роберт — И. Морозов, Эбн-Хакиа — В. Редькин. Дирижёр — В. Дельман. Хор и оркестр Миланского радио. 1988, Riccordi.
- Исполнители:

Иоланта — Г. Горчакова, Рене — С. Алексашкин, Водемон — Г. Григорян, Роберт — Д. Хворостовский, Эбн-Хакиа — Н. Путилин, Кормилица Марта — Л. Дядькова. Дирижёр — В. Гергиев. Хор и оркестр Мариинского театра. 1993, Philips.
- Исполнители:

Иоланта — Т. Ворожцова, Рене — А. Левицкий, Водемон — В. Горшков, Роберт — С. Никитин, Эбн-Хакиа — В. Прудник. Дирижёр — А. Людмилин. Хор и оркестр Новосибирского театра оперы и балета. 1997.

## Экранизация
- На Рижской киностудии в 1963 году был снят фильм-опера в постановке Владимира Гориккера. Главные партии исполнили Галина Олейниченко (Иоланта), Иван Петров (Рене), Зураб Анджапаридзе (Водемон).
- Фильм-спектакль Mezzo, Teatro Real Madrid, Televisión Española. Совместная постановка Королевского театра Мадрида и Большого театра в режиссуре Питера Селларса[6]. Дирижёр Теодор Курентзис. Главные партии исполняли: Екатерина Щербаченко (Иоланта), Дмитрий Ульянов (король Рене), Павел Чернох (Водемон).